# Ludia limbobrunnea
Ludia limbobrunnea är en fjärilsart som beskrevs av Embrik Strand 1911. Ludia limbobrunnea ingår i släktet Ludia och familjen påfågelsspinnare. Inga underarter finns listade i Catalogue of Life.